# Canton de Saint-Denis-1 (Seine-Saint-Denis)
Pour l’article homonyme, voir Canton de Saint-Denis-1 (La Réunion).
Le canton de Saint-Denis-1 est une circonscription électorale française située dans le département de la Seine-Saint-Denis et la région Île-de-France.

## Histoire
La premier canton de Pantin est créé en 1800, au sein de l'arrondissement de Saint-Denis et du département de la Seine. L'arrêté du 25 fructidor an IX (12 septembre 1801) fixe les communes qui y sont rattachées : Aubervilliers, La Chapelle, La Courneuve, Saint-Denis, Dugny, Epinay, Ile-Saint-Denis, Saint-Ouen, Pierrefitte et Stains, Villetaneuse.
Par la loi du 16 juin 1859, les limites de Paris sont étendues. Le canton perd La Chapelle et les communes d'Aubervilliers et Saint-Ouen sont réduites de leurs territoires au sud.
Par la loi du 13 avril 1893, de nouveaux cantons sont formés. Le canton de Saint-Denis est alors réduit à sa seule commune, jusqu'en 1967.

### Ancien canton de Saint-Denis (1871 à 1919)
| Période | Période | Identité                    | Étiquette                | Qualité                                                                   |
| ------- | ------- | --------------------------- | ------------------------ | ------------------------------------------------------------------------- |
| 1871    | 1875    | Émile Littré                | Républicain conservateur | Médecin et lexicographe Membre de l'Institut de France Député (1871-1876) |
| 1875    | 1878    | Jean-François Moreaux       | Républicain              | Marchand de vin, maire de Saint-Denis (1872-1874 et 1884-1886)            |
| 1878    | 1900    | Stanislas Leven (1824-1911) | Rad.                     | Tanneur puis rentier à Paris                                              |
| 1900    | 1912    | Denis Quintaine (1846-1932) | Rad.                     | Cultivateur Maire de Saint-Denis (1896-1900)                              |
| 1912    | 1919    | Gaston Philippe (1866-1953) | SFIO                     | Comptable Maire de Saint-Denis (1912-1921)                                |

### Canton de Saint-Denis (première circonscription) (1919 à 1945)
| Période                     | Période                     | Identité                    | Étiquette    | Qualité                                                                                        |
| --------------------------- | --------------------------- | --------------------------- | ------------ | ---------------------------------------------------------------------------------------------- |
| 1919                        | 1925                        | Gaston Philippe (1866-1953) | PSC          | Comptable Maire de Saint-Denis (1912-1921 et 1922-1925)                                        |
| 1925                        | 1940 maintenu jusqu'en 1944 | Jules Lauze (1874-1950)     | PCF puis PUP | Typographe, employé puis marchand de ferrailles Maire de Villetaneuse (1919-1935 et 1940-1944) |
| 1945 Décret du 12 mars 1945 | 1945                        | Yves Mahé (1899-1985)       | PCF          | Poseur de voies à la Compagnie du gaz de Paris Maire de Villetaneuse (1945)                    |

### Canton de Saint-Denis (deuxième circonscription) (1925 à 1945)
| Période                     | Période                     | Identité                     | Étiquette    | Qualité                                                       |
| --------------------------- | --------------------------- | ---------------------------- | ------------ | ------------------------------------------------------------- |
| 1925                        | 1935                        | Louis Laporte (1872-1949)    | PCF puis PUP | Publiciste Maire de Saint-Denis (mai-octobre 1925)            |
| 1935                        | 1940 maintenu jusqu'en 1944 | Marcel Marschall (1901-1988) | PUP puis PPF | Ouvrier métallurgiste Premier adjoint au maire de Saint-Denis |
| 1945 Décret du 12 mars 1945 | 1945                        | Henri Barron (1898-1980)     | PCF          | Artisan Conseiller municipal de Saint-Denis                   |

### Secteur de Saint-Denis-Nord (1945 à 1953)
Auguste Gillot, ouvrier forgeron en carrosserie, Maire PCF de Saint-Denis (1944-1971), membre de l'Assemblée consultative provisoire (1944-1945) faisait partie des 11 élus du secteur, qui regroupait Saint-Denis, Levallois-Perret, Clichy, Saint-Ouen et Asnières-sur-Seine.

### 5esecteur de laSeine(1953 à 1959)
Auguste Gillot faisait partie des 8 élus du secteur, qui regroupait Saint-Denis, Aubervilliers et Pantin.

### 21eet22esecteurs de laSeine(1959 à 1967)
| Période                          | Période | Identité       | Étiquette | Qualité                          |
| -------------------------------- | ------- | -------------- | --------- | -------------------------------- |
| 1959 21e secteur Saint-Denis-Sud | 1967    | Auguste Gillot | PCF       | Maire de Saint-Denis (1944-1971) |

| Période                                                    | Période | Identité          | Étiquette | Qualité                                                                                 |
| ---------------------------------------------------------- | ------- | ----------------- | --------- | --------------------------------------------------------------------------------------- |
| 1959 22e secteur Saint-Denis-Nord-Pierrefitte-Villetaneuse | 1967    | Pierrette Petitot | PCF       | Maire de Villetaneuse (1945-1977) Elue en 1967 dans le Canton de Saint-Denis-Nord-Ouest |

### De 1967 à 2015: département de laSeine-Saint-Denis
Voir Canton de Saint-Denis-Nord-Est, Canton de Saint-Denis-Nord-Ouest et Canton de Saint-Denis-Sud.
Un nouveau découpage territorial de la Seine-Saint-Denis entre en vigueur à l'occasion des premières élections départementales suivant le décret du 21 février 2014. Les conseillers départementaux sont, à compter de ces élections, élus au scrutin majoritaire binominal mixte. Les électeurs de chaque canton élisent au Conseil départemental, nouvelle appellation du Conseil général, deux membres de sexe différent, qui se présentent en binôme de candidats. Les conseillers départementaux sont élus pour 6 ans au scrutin binominal majoritaire à deux tours, l'accès au second tour nécessitant 12,5 % des inscrits au 1er tour. En outre, la totalité des conseillers départementaux est renouvelée. Ce nouveau mode de scrutin nécessite un redécoupage des cantons dont le nombre est divisé par deux avec arrondi à l'unité impaire supérieure si ce nombre n'est pas entier impair, assorti de conditions de seuils minimaux. En Seine-Saint-Denis, le nombre de cantons passe ainsi de 40 à 21.
Le canton de Saint-Denis-1 est créé par ce décret. Il est formé de la partie ouest de la commune de Saint-Denis (Seine-Saint-Denis), issue de la fusion de l'ancien canton de Saint-Denis-Nord-Ouest, d'une partie de l'ancien canton de Saint-Denis-Nord-Est et de la partie dionysienne de l'ancien canton de Saint-Denis-Sud. Il est entièrement inclus dans l'arrondissement de Saint-Denis. Le bureau centralisateur est situé à Saint-Denis.

## Représentation
| Période élective | Période élective | Mandat | Mandat       | Identité        | Nuance | Nuance | Qualité |
| ---------------- | ---------------- | ------ | ------------ | --------------- | ------ | ------ | --- |
| 2015             | 2021             | 2015   | 30 juin 2021 | Nadège Grosbois |        | EELV   | Scénographe indépendante Vice-présidente du conseil départemental (2015 → 2021) Adjointe au maire de Saint-Denis (2020 → )                                                             |
| 2015             | 2021             | 2015   | 30 juin 2021 | Mathieu Hanotin |        | PS     | Cadre A de la fonction publique territoriale Député de la Seine-Saint-Denis (2012 → 2017) Maire de Saint-Denis (2020 → ) Conseiller général du canton de Saint-Denis-Sud (2008 → 2015) |
| 2021             | 2028             | 2021   | en cours     | Oriane Filhol   |        | G·s    | Salariée Adjointe au maire de Saint-Denis (2020 → ) Conseillère départementale déléguée à la lutte contre les discriminations                                                          |
| 2021             | 2028             | 2021   | en cours     | Corentin Duprey |        | PS     | Salarié Adjoint au maire de Saint-Denis (2020 → 2021) Vice-président du conseil départemental (2021 → )                                                                                |

### Résultats détaillés

#### Élections de mars 2015
À l'issue du 1er tour des élections départementales de 2015, deux binômes sont en ballottage : Nadège Grosbois et Mathieu Hanotin (Union de la Gauche, 32,69 %) et Bally Bagayoko et Florence Haye (FG, 31,03 %). Le taux de participation est de 32,78 % (8 048 votants sur 24 553 inscrits) contre 36,83 % au niveau départemental et 50,17 % au niveau national.
Au second tour, Nadège Grosbois et Mathieu Hanotin (Union de la Gauche) sont élus avec 100 % des suffrages exprimés, Bally Bagayoko et Florence Haye s'étant retirés, et un taux de participation de 23,64 % (4 024 voix pour 5 779 votants et 24 553 inscrits).

#### Élections de juin 2021
Le premier tour des élections départementales de 2021 est marqué par un très faible taux de participation (33,26 % au niveau national). Dans le canton de Saint-Denis-1 (Seine-Saint-Denis), ce taux de participation est de 22,29 % (6 081 votants sur 27 285 inscrits) contre 24,35 % au niveau départemental. À l'issue de ce premier tour, deux binômes sont en ballottage : Corentin Duprey et Oriane Filhol (Union à gauche avec des écologistes, 41,01 %) et Bally Bagayoko et Sofia Boutrih (Union à gauche, 39,08 %). La candidate communiste ne souhaitant pas maintenir sa candidature, le binôme Duprey-Filhol reste seul en lice pour le second tour.
Le second tour des élections est marqué une nouvelle fois par une abstention massive équivalente au premier tour. Les taux de participation sont de 34,36 % au niveau national, 26,47 % dans le département et 21,68 % dans le canton de Saint-Denis-1 (Seine-Saint-Denis). Corentin Duprey et Oriane Filhol (Union à gauche avec des écologistes) sont élus avec 100 % des suffrages exprimés (4 359 voix pour 5 916 votants et 27 292 inscrits),,.

## Composition
| Nom                                 | Code Insee | Intercommunalité         | Superficie (km2) | Population (dernière pop. légale)                 | Densité (hab./km2) | Modifier                                    |
| ----------------------------------- | ---------- | ------------------------ | ---------------- | ------------------------------------------------- | ------------------ | ------------------------------------------- |
| Saint-Denis (bureau centralisateur) | 93066      | Métropole du Grand Paris | 15,77            | Fraction : 72 614 (2022) Commune : 148 907 (2022) | 9 442              | modifier les données · modifier les données |
| Canton de Saint-Denis-1             | 9316       |                          |                  | 72 614 (2022)                                     |                    | modifier les données                        |

Le nouveau canton de Saint-Denis-1 comprend la partie de la commune de Saint-Denis située à l'ouest d'une ligne définie par l'axe des voies et limites suivantes : depuis la limite territoriale de la commune de Pierrefitte-sur-Seine, rue Jules-Védrines, avenue Lénine, avenue de Stalingrad, rue Gabriel-Péri, place du 8-Mai-1945, place de la Porte-de-Paris, boulevard Anatole-France, canal Saint-Denis, autoroute A1, rue Danielle-Casanova, avenue Paul-Vaillant-Couturier, rue Arthur-Fontaine, rue des Victimes-du-Franquisme, rue du Bec-à-Loué, avenue Jeanne-d'Arc, rue du Fort-de-l'Est, rue du Maréchal-Lyautey, jusqu'à la limite territoriale de la commune de La Courneuve.

## Démographie
En 2022, le canton comptait 72 614 habitants, en évolution de +3,15 % par rapport à 2016 (Seine-Saint-Denis : +4,67 %, France hors Mayotte : +2,11 %).
| 2013   | 2018   | 2022   |
| ------ | ------ | ------ |
| 69 739 | 71 014 | 72 614 |